# NGC 1210
NGC 1210 este o galaxie lenticulară situată în constelația Cuptorul. A fost descoperită în 13 noiembrie 1885 de către Ormond Stone⁠(d).